# کانیبال هولوکاست
کانیبال هولوکاست یا جزیره آدمخوار ها به انگلیسی ( Cannibal Holocaust) فیلمی ایتالیایی در سبک ترسناک محصول سال ۱۹۸۰ به کارگردانی روجرو دئوداتو است. فیلم مملو است از صحنه‌های آشکار کشتن و شکنجه و اخته کردن انسان‌ها و حیوانات و به همین دلیل در بعضی کشورها نمایش آن با ممنوعیت مواجه شد. صحنه‌های جنایت به نحوی در این فیلم ساخته شده‌اند که بسیاری از تماشاچیان تصور کردند در حال دیدن صحنه‌های واقعی آدم‌کشی هستند و صحنه سینما را ترک کردند به همین دلیل پخش فیلم در ۳۳ کشور با توقیف مواجه شد .

## خلاصه داستان
به دنبال گم شدن گروهی از فیلم‌سازان مستند در جنگل‌های آمازون عده‌ای برای یافتن آن‌ها به منطقه اعزام می‌شوند. گروه اعزامی سرانجام موفق به یافتن دوربین فیلم‌برداری مستندسازان می‌شود. با تماشای فیلم، رفتارهای جنون‌آمیز مستندسازان آشکار می‌شود.

## جنجال ها
گفته میشود که پس از اکران فیلم ؛ فیلمساز به مدت ۵ سال زندانی و صحنه های فیلم بارها توسط پلیس مورد بررسی قرار گرفت و پس از سال ها بازجویی در نهایت با پرداخت جریمه با اعلام دادگاه آزاد شد و این اثر پس از طی چندین سال هنوز جز مرموز ترین آثار سینما است .